# Prager Strasse
Prager Strasse (Prag-gatan) är en gata i stadsdelen Seevorstadt i Dresden i Sachsen, Tyskland. Den förbinder Altmarkt och Dresdens centralstation. Den byggdes 1851 till 1853 och blev snabbt Dresdens främsta handelskvarter.

## Historia
Efter industrialiseringen och den ökade handeln under mitten av 1800-talet, behövde man avlasta de gamla trånga gränderna i Dresdens gamla kvarter och få en god förbindelse till järnvägsstationen. Prager Strasse började anläggas 1851 och var färdig 1853 och förband stationen med handelsplatsen på Altmarkt. 
Snart flyttade många rika borgare, handelsmän och bankirer till Prager Strasse och gatan blev en präktig entrégata till Dresden med många nöjen.
1945 jämnades kvarteren med marken efter bombningen av Dresden.

## Återuppbyggnad
1962 utlystes en arkitekturtävling för återuppbyggnaden av gatan. Man hade olika åsikter huruvida man skulle bygga upp de gamla byggnaderna igen eller om man skulle välja modern arkitektur. Ingen förespråkade dock de trånga kvarter, som gjort det svårt för invånarna att fly under bombningen. Prager Strasse blev därför en av Tysklands första gågator.

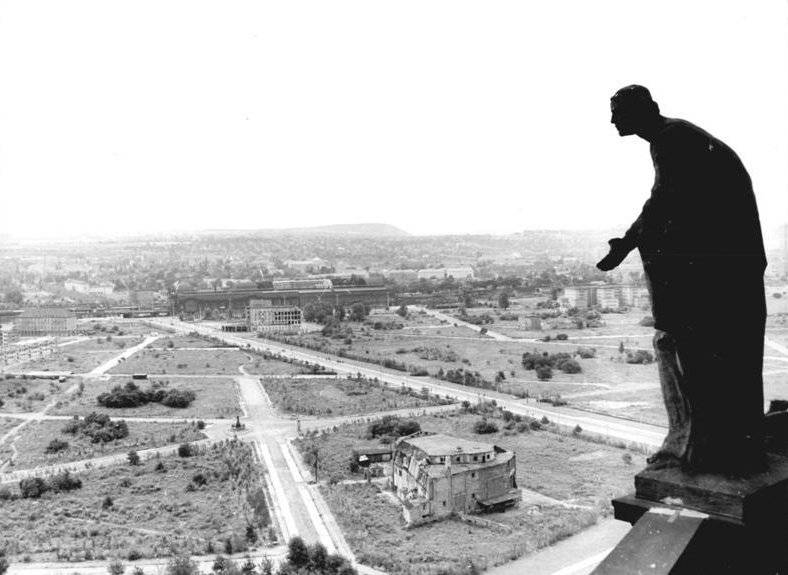
Prager Strasse efter bombningen av Dresden
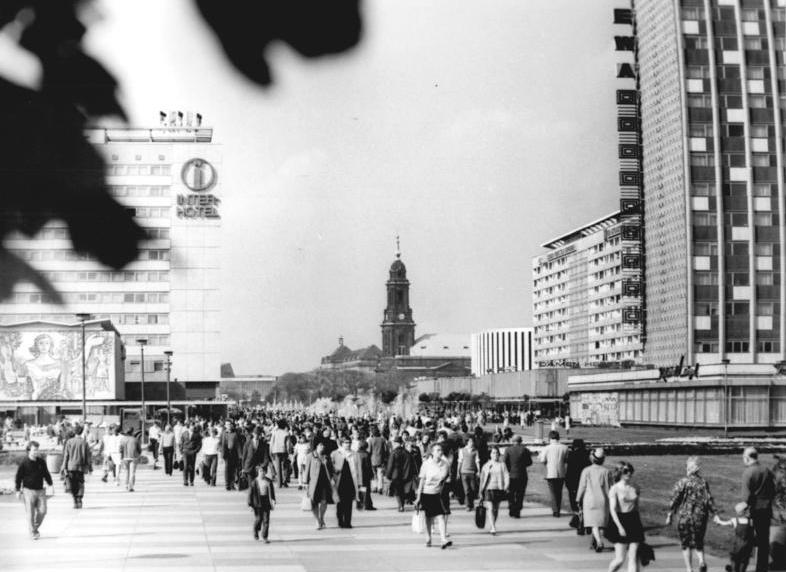
Prager Strasse 1973
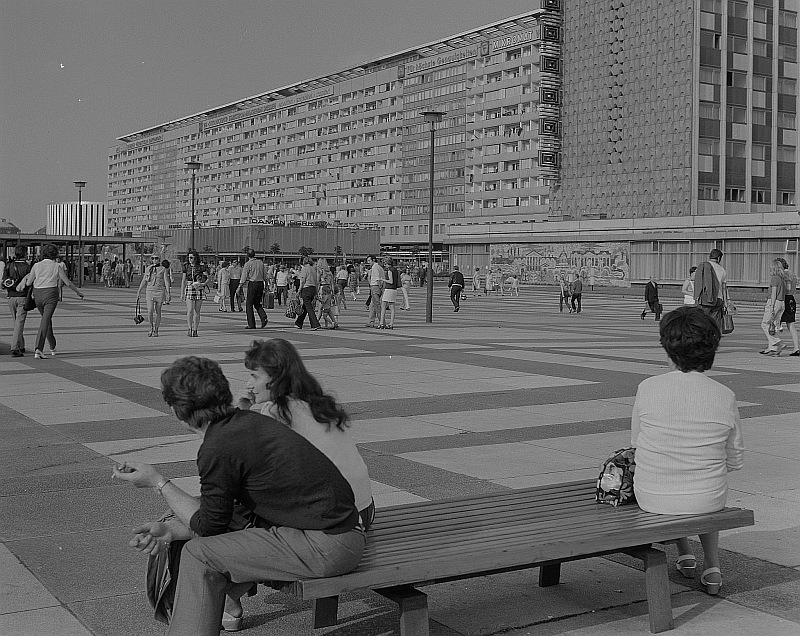
Prager Strasse 1973
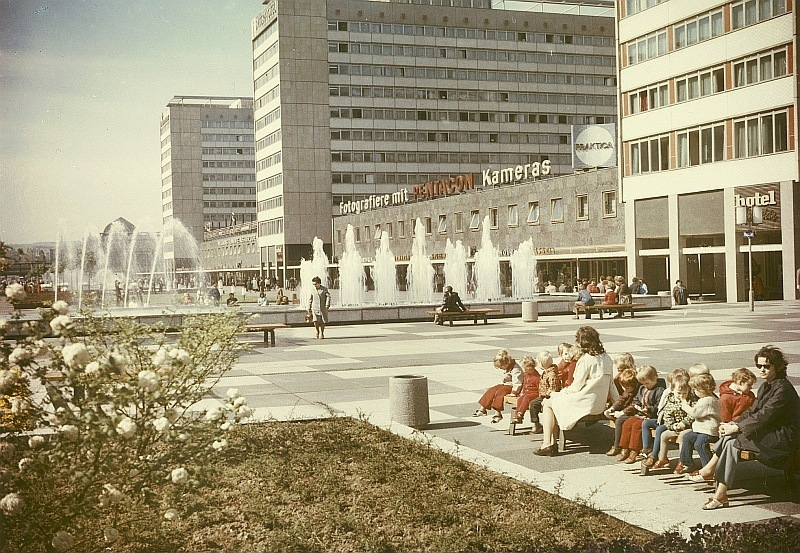
Prager Strasse 1972
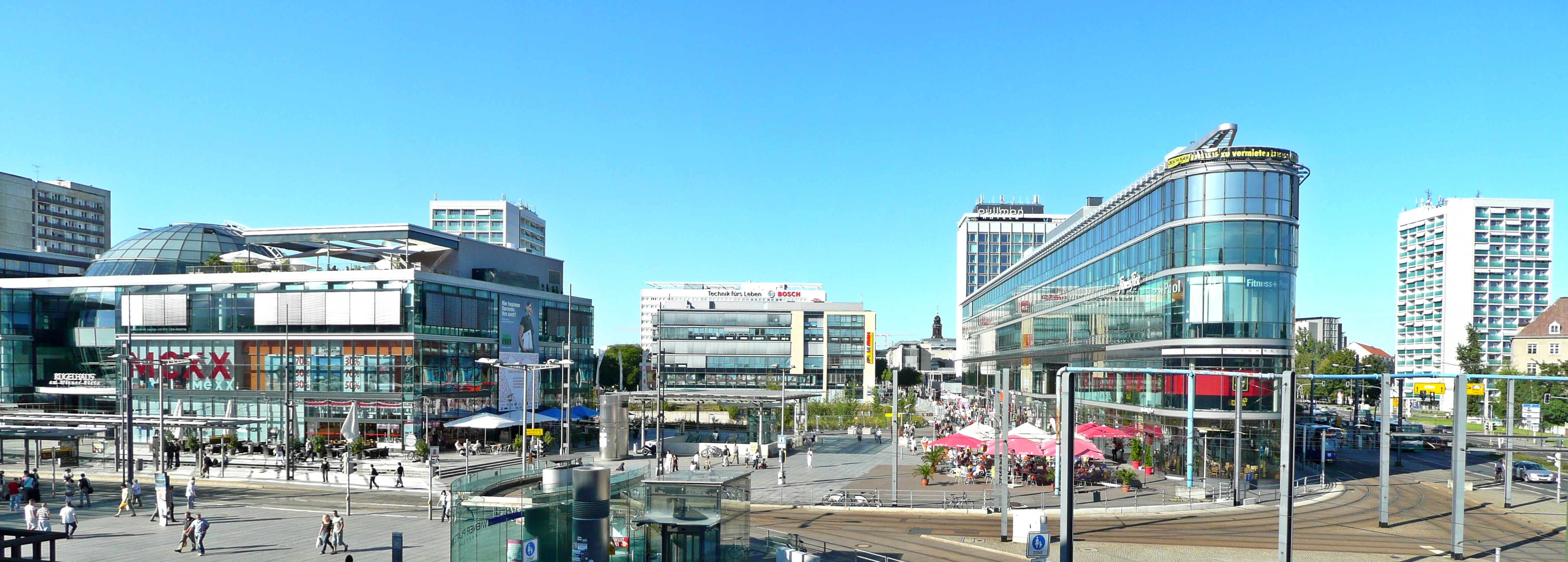
Prager Strasse sedd från Dresdens Centralstation 2009
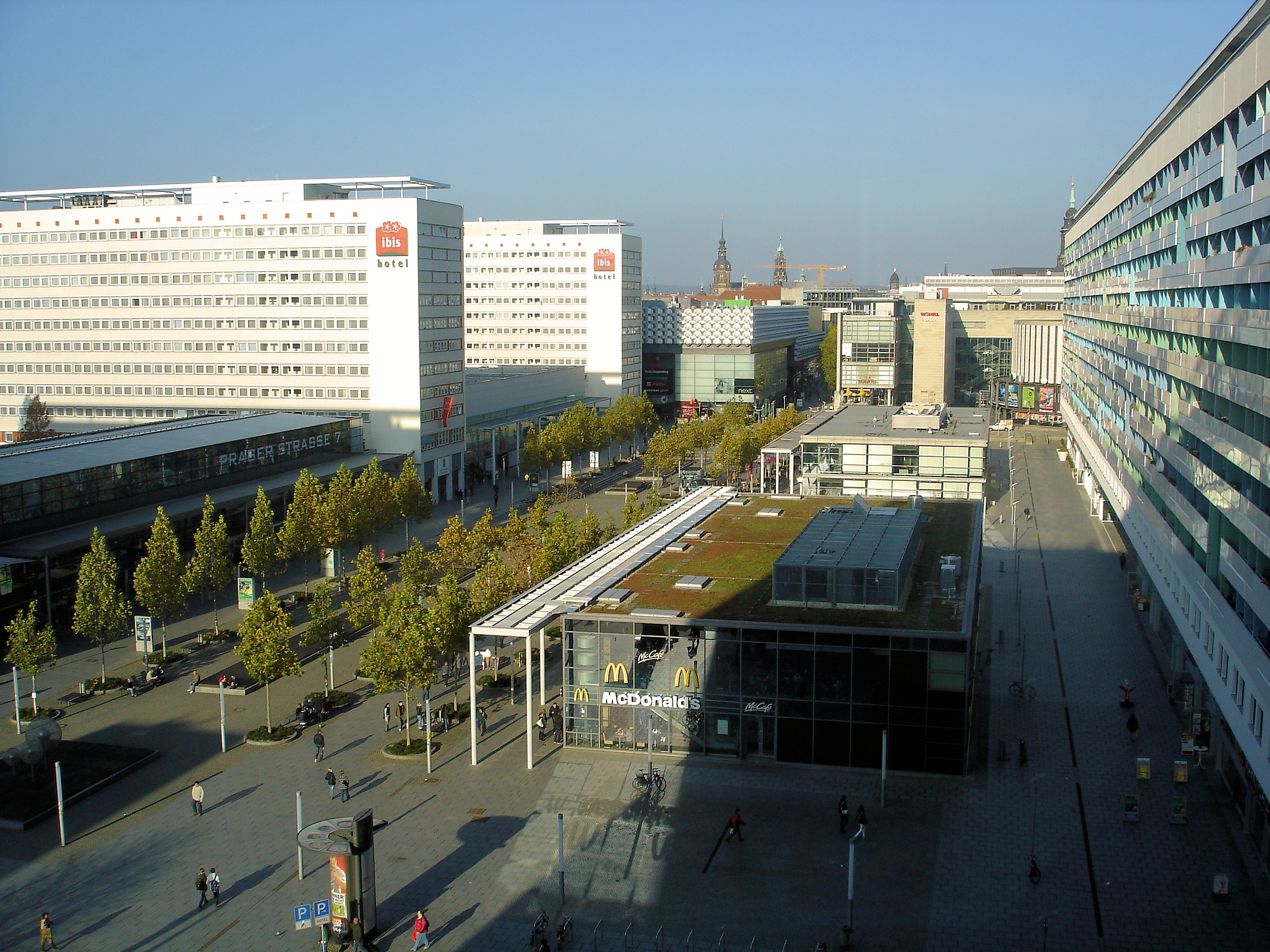
Prager Strasse 2010